# Soul (filme)
Soul (prt: Soul - Uma Aventura com Alma; bra: Soul) é um filme americano em 3D do gênero comédia produzido pela Walt Disney Pictures e Pixar Animation Studios, e distribuído pela Walt Disney Studios Motion Pictures. É dirigido por Pete Docter e co-dirigido por Kemp Powers, a partir de um escritor de Docter, Powers e Mike Jones. O filme é estrelado pelas vozes de Jamie Foxx, Tina Fey, Questlove, Phylicia Rashad, Daveed Diggs e Angela Bassett.
Soul estreou no BFI London Film Festival em 11 de outubro de 2020. Originalmente planejado para ser lançando nos cinemas, foi lançado exclusivamente no Disney+ em 25 de dezembro de 2020.

## Enredo
Joe Gardner é um professor de música do ensino médio que sonhava em ser um músico de jazz, e finalmente teve a chance depois de impressionar outros músicos durante um ensaio aberto no Half Note Club. No entanto, um acidente faz com que sua alma seja separada de seu corpo e transportada para o "Seminário Você", um centro no qual as almas se desenvolvem e ganham paixões antes de serem transportadas para um recém-nascido. Joe deve trabalhar com almas em treinamento, como 22, uma alma com uma visão obscura da vida depois de ficar presa por anos no Seminário Você, a fim de retornar à Terra.

## Elenco
- Jamie Foxx como Joe Gardner: Um professor apaixonado de música cuja alma se separou de seu corpo após um acidente.[6]
- Tina Fey como 22: Uma alma presa no Pré-Vida com uma visão turva da vida.[6]
- Questlove como Curley: Um baterista da banda de Joe.[7][8]
- Phylicia Rashad como Libba Gardner, a mãe de Joe.[7]
- Daveed Diggs como Paul: O inimigo da vizinhança de Joe.[6][9]
- Angela Bassett como Dorothea Williams: Uma respeitada musicista de jazz.[10]
- Graham Norton como Bicho-Grilo Estrela(pt-BR) ou Vento Lunar(pt-PT?): Um girador de signos espirituais.[11]
- Rachel House como Terry: Uma conselheira da alma abstrata no Além-Vida.[12]
- Richard Ayoade como Zé B(pt-BR) ou Jerry B(pt-PT?): Um conselheiro da alma abstrata no Pré-Vida.[13]
- Alice Braga como Zé A(pt-BR) ou Jerry A(pt-PT?): uma conselheira da alma abstrata #1 no Pré-Vida.[12]
- Wes Studi como Zé C(pt-BR) ou Jerry C(pt-PT?): um conselheiro da alma abstrata #1 no Pré-Vida.
- Fortune Feimster como Zé E(pt-BR) ou Jerry E(pt-PT?): um conselheiro da alma abstrata #2 no Pré-Vida.
- Zenobia Shroff como Zé D(pt-BR) ou Jerry D(pt-PT?): um conselheiro da alma abstrata #2 no Pré-Vida.
- Donnell Rawlings como Dez: O barbeiro de Joe.
- June Squibb como Gerel
- Esther Chae como Miho

Adicionalmente, Cody Chesnutt interpreta a um cantor com um violão. John Ratzenberger, Cora Champommier, Margo Hall, Rhodessa Jones, Sakina Jaffrey, Calum Grant, Laura Mooney, Peggy Flood, Ochuwa Oghie, Jeannie Tirado e Catherine Cavadini participam do filme em papéis revelados.

## Produção

### Desenvolvimento
Pete Docter (Presidente da Pixar) começou a desenvolver o Soul em janeiro de 2016, enquanto buscava novas direções criativas após ganhar seu segundo Oscar (pelo filme Inside Out). A produtora Dana Murray relembrou: “Pete teve esse sentimento, 'É isso? Será que vou fazer isso de novo? 'Eu não sei se foi uma crise de meia-idade tanto quanto um momento de meia-idade, o que estou fazendo". Docter ponderou as origens das personalidades humanas, bem como o conceito de determinismo. Em seu primeiro encontro com o co-escritor Mike Jones, Docter lançou uma ideia "definida em um lugar além do espaço e do tempo, onde as almas recebem suas personalidades".
Em junho de 2018, foi anunciado que Docter estava planejando terminar seu filme, apesar de ter sido nomeado Diretor de Criação da Pixar após a saída de John Lasseter. Em junho de 2019, a Pixar anunciou formalmente o novo filme, intitulado Soul, com direção de Docter e produção de Murray. Uma sinopse divulgada no Twitter descreveu o filme como uma viagem cósmica pela cidade de Nova York. 

### Roteiro
A Pixar optou por retratar o personagem principal do filme como um músico, porque queria uma "profissão pela qual o público pudesse torcer", e se contentou com um músico após tentar um cientista, que "não parecia tão naturalmente puro quanto a de um músico da vida". Docter descreveu o Soul como "uma exploração de, onde deveria estar o seu foco? Quais são as coisas que, no final do dia, realmente serão as coisas importantes para as quais você olha para trás e pensa: eu passei uma boa parte do meu tempo limitado na Terra me preocupando ou focado nisso?".
De acordo com Docter, assim que decidiram que o personagem principal era um músico de jazz, os cineastas optaram por fazer o personagem afro-americano, pois consideraram que fazia sentido devido ao quão intimamente os afro-americanos estão ligados à história do jazz. Powers originalmente se juntou como co-roteirista no início do desenvolvimento para ajudar a escrever o personagem de Joe, mas ele foi promovido a codiretor após suas extensas contribuições para o filme, tornando-se o primeiro codiretor afro-americano da Pixar. Powers baseou vários elementos de Joe em sua vida pessoal, já que a história do personagem compartilhava vários elementos com a própria de Powers, mas também queria que ele "transcendesse [sua] própria experiência" para tornar o personagem mais acessível. Para retratar com precisão a cultura afro-americana no filme, os cineastas contrataram vários consultores com os quais trabalharam em estreita colaboração durante o desenvolvimento do filme; entre eles estavam vários funcionários da Pixar, os músicos Herbie Hancock, Terri Lyne Carrington e Jon Batiste, e as estrelas Questlove e Daveed Diggs.

### Elenco
Em 24 de agosto de 2019, Jamie Foxx, Tina Fey, Questlove, Phylicia Rashad e Daveed Diggs foram anunciados para estrelando o filme. Soul é o primeiro filme da Pixar a apresentar um protagonista afro-americano. Em 17 de março de 2020, Angela Bassett anunciou que estava no elenco. Em 13 de abril de 2020, John Ratzenberger se juntou ao elenco. Em 4 de maio de 2020, Powers anunciou que Richard Ayoade estava no elenco do filme. Em 9 de outubro de 2020, Graham Norton anunciou que estava no elenco.

### Animação
Os animadores animaram as almas apresentadas no filme de uma forma "vaporosa", "etérea" e "não física", tendo baseado os seus desenhos em definições sobre as almas que lhes foram dadas por vários representantes religiosos e culturais. Docter descreveu isso como "um grande desafio", já que os animadores estão "acostumados com brinquedos, carros, coisas que são muito mais substanciais e facilmente referenciadas", embora ele sentisse que a equipe de animação "realmente juntou algumas coisas legais que são realmente indicativas dessas palavras, mas também relacionáveis". De acordo com Murray, vários artistas ajudaram a criar os designs das almas, dando suas sugestões e opiniões sobre como deveriam ser. Animadores da Pixar criaram um cenário "sem precedentes" e uma técnica de desenho linear para completar a imagem da tela do filme.

### Música
Durante a D23 Expo 2019, Trent Reznor e Atticus Ross foram revelados como compositores da trilha sonora do filme, enquanto Jon Batiste estaria escrevendo canções de jazz para o filme. Batiste compôs jazz para as sequências do filme em Nova York, enquanto Reznor e Ross escreveram uma partitura instrumental para as cenas que aconteciam em "The Great Before". Batiste disse que queria criar música jazz que fosse "autêntica", mas também "acessível a todas as idades".. Ele também queria que os temas se ligassem à "natureza etérea" de "The Great Before" enquanto ainda estava na Terra. Batiste também algumas vezes trabalhou com Reznor e Ross para "misturar os dois mundos, musicalmente". Cody Chesnutt também escreveu, produziu e executou uma canção original para o filme, intitulada "Parting Ways". Batiste também arranjou uma nova versão da canção "It's All Right", originalmente interpretada por The Impressions, para o filme.

## Lançamento
Soul estava programado para ser lançado nos cinemas dia 19 de junho de 2020 pela Walt Disney Studios Motion Pictures. Porém, o filme foi adiado para 20 de novembro do mesmo ano, por causa da pandemia de COVID-19. Em 8 de setembro de 2020, foi anunciado que o filme teria sua estreia mundial no BFI London Film Festival em 11 de outubro de 2020.
Em 15 de setembro de 2020, a Variety informou que a Disney estava considerando lançar o filme no Disney+, embora uma fonte da Disney contestasse a afirmação. Em 17 de setembro de 2020, Soul foi selecionado como parte do line-up do Festival Internacional de Cinema de Roma, como filme de abertura em 15 de outubro de 2020. Em 23 de setembro do mesmo ano, em meio a uma confusão de mudanças nas datas de lançamento da Disney, o estúdio anunciou que o filme permanecerá nos cinemas em 20 de novembro de 2020. Por fim, em 8 de outubro de 2020, foi anunciado que o filme iria deixar os cinemas e estrear exclusivamente no Disney+ no dia do Natal de 2020. Ao contrário de Mulan, o filme não será lançado como um lançamento de "acesso de estreia" e será gratuito para todos os assinantes.
Um novo curta-metragem de animação 2D de "SparkShorts" da Pixar intitulado Burrow, foi inicialmente anunciado para ser exibido antes do filme nos cinemas. Em 9 de outubro de 2020, foi anunciado que o curta também iria estrear na Disney+.
Nesse mesmo dia, foi anunciado que o filme seria tema de um documentário que narrava as tentativas da Pixar de terminar de fazer o filme durante a pandemia. Nenhum detalhe adicional foi anunciado sobre como e quando será lançado.

### Marketing
O primeiro trailer do filme foi lançado em 7 de novembro de 2019. O primeiro trailer completo foi lançado em 12 de março de 2020. O segundo trailer do filme foi lançado em 14 de outubro de 2020.

## Recepção

### Crítica especializada
No site de agregador de críticas Rotten Tomatoes, Soul possui a rara aprovação de 95% com base em 331 resenhas, com uma classificação média de 8,3/10. No Metacritic, o filme possui 55 resenhas e calculou uma pontuação média de 83 em 100, recebendo "aclamação universal".
Joe Utichi, do Deadline Hollywood, chamou o filme de "uma alegria de se ver". Kaleem Aftab, do IndieWire, deu ao filme um "A–", chamando-o de uma "jornada cativante" e escrevendo: "Como algumas das melhores composições de jazz, ele usa uma estrutura tradicional para desviar em muitas direções inesperadas, de modo que até o ponto final inevitável parece certo.". Barbara Demerov, do AdoroCinema, deu 4,0 estrelas de 5, classificando o filme como "muito bom".
Leslie Felperin, do The Hollywood Reporter, chamou o filme de "pico da Pixar" e "milhas à frente e sublime em todos os sentidos", elogiou especialmente a trilha sonora. Jason Solomons, do TheWrap, disse que o filme "tem um objetivo admiravelmente alto, mas no final das contas não consegue cumprir a escala de suas ambições", mas "ele se destaca com visuais coloridos e sabedoria suave enquanto a história se desenrola apesar da altura vertiginosa do conceito." No dia 25 de Abril de 2021, o filme ganhou 2 estatuetas do Oscar. A primeira como Melhor filme de animação e a segunda como a Melhor trilha sonora original do filme.